# TKİ Tavşanlı Linyitspor
TKİ Tavşanlı Linyitspor is een sportclub in Turkije die werd opgericht in 1943. De club komt uit Kütahya. De thuisbasis van de club is Tavşanlı Ada. Naast voetbal houdt de club zich ook bezig met worstelen.

## Geschiedenis

### Oprichting
De club is opgericht in 1943 door mijnwerkers. Vandaar Linyitspor wat Bruinkool (Ligniet) betekent. De clubkleuren zijn rood en zwart. Zwart symboliseert de Martelaars en Rood hun Bloed. Sinds 1984 mag de club uitkomen in de nationale reeksen van Turkije, dit was de 3. Lig (4de hoogste divisie). In 1996 degradeert de club terug naar het amateurniveau, maar in 2007 promoveert de club terug naar de 3. Lig. Twee jaar later in 2009 promoveert Tavşanlı zelfs naar de 2. Lig. In het seizoen 2009-2010 mag de club play-offs gaan spelen voor de 1. Lig, omdat Tavşanlı Linyitspor 1ste was in de competitie. In de kwart-finales moet de club het opnemen tegen Adana Demirspor. Tavşanlı Linyitspor wint deze wedstrijd na de strafschoppenreeks met 5-3. De club ging door naar de halve finales, waar ze het toen tegen Trabzon Karadenizspor moesten opnemen. Trabzon Karadenizspor werd verslagen door Linyitspor; met een 1-0 score. Ook in de finale wist Linyitspor met 1-0 te winnen tegen Eyüpspor, en was zo dus de derde ploeg die dat jaar promoveerde naar de 1. Lig.

### 2010-2017
In het seizoen 2010-2011 wordt de club 6de in de competitie, en mag zo zelfs play-offs gaan spelen voor de Süper Lig (de hoogste divisie). Echter, in de halve finales verliest de club met een 1-2 score van Gaziantep Büyükşehir Belediyespor. In de Turkse beker verging het de club hetzelfde seizoen niet goed. Linyitspor werd meteen in de eerste ronde uitgeschakeld door Bandirmaspor uit de 3.Lig. Het werd 1-5 voor de club uit Balıkesir. In het seizoen 2011-2012 eindigde de club de competitie op een 11de plaats. Weer behaalde de club een slechte resultaat in de beker. Deze keer werd Linyitspor in de tweede ronde uitgeschakeld door Bugsaşspor met een 0-2 score. Vanaf 2014 werd er een vrije val naar beneden ingezet. Tegenwoordig komt Tavşanlı uit in de Bölgesel Amatör Lig (BAL), het hoogste regionaal amateurniveau.

## Resultaten
| Seizoen                                | Klasse | Klasse | Klasse | Klasse | Klasse | Reeks  | Punten | Beker |
|                                        | I      | II     | III    | IV     | V      |        |        |       |
| -------------------------------------- | ------ | ------ | ------ | ------ | ------ | ------ | ------ | ----- |
| als Tavşanlı Belediyesi TKİ Linyitspor |        |        |        |        |        |        |        |       |
| 2007/08                                |        |        |        | 7      |        | 3. Lig | 45     |       |
| 2008/09                                |        |        |        | 1      |        | 3. Lig | 37     |       |
| als TKİ Tavşanlı Linyitspor            |        |        |        |        |        |        |        |       |
| 2009/10                                |        |        | 1      |        |        | 2. Lig | 61     | 1R    |
| 2010/11                                |        | 6      |        |        |        | 1. Lig | 51     | 1R    |
| 2011/12                                |        | 11     |        |        |        | 1. Lig | 43     | 2R    |
| 2012/13                                |        | 15     |        |        |        | 1. Lig | 38     | 4R    |
| 2013/14                                |        | 18     |        |        |        | 1. Lig | 34     | 4R    |
| 2014/15                                |        |        | 19     |        |        | 2. Lig | 15     | 3R    |
| 2015/16                                |        |        |        | 17     |        | 3. Lig | 34     | 1R    |
| 2016/17                                |        |        |        |        | 7      | BAL    | 34     | -     |

## Bekende (oud-)spelers
- Deniz Aslan
- Ibrahim Sulemana
- Debola Ogunseye